# Fährhof (Naturschutzgebiet)
Der Fährhof ist ein ehemaliges Naturschutzgebiet in den niedersächsischen Gemeinden Sottrum und Hellwege in der Samtgemeinde Sottrum im Landkreis Rotenburg (Wümme).
Das ehemalige Naturschutzgebiet mit dem Kennzeichen NSG LÜ 063 ist 12,7 Hektar groß. Es ist fast vollständig Bestandteil des FFH-Gebietes „Wümmeniederung“. Das Gebiet stand seit dem 26. Mai 1976 unter Naturschutz. Zum 1. August 2020 ging es in neu ausgewiesenen Naturschutzgebiet „Wümmeniederung mit Rodau, Wiedau und Trochelbach“ auf. Zuständige untere Naturschutzbehörde war der Landkreis Rotenburg (Wümme).
Das ehemalige Naturschutzgebiet liegt zwischen Ottersberg und Hellwege in der Wümmeniederung nördlich der Wümme und grenzt direkt an das ehemalige Naturschutzgebiet „Voßberge“, einem ehemaligen Wanderdünengebiet. Das Gelände ist durch Ausblasmulden und Dünenaufwehungen geprägt. In den nassen Mulden herrschen Sümpfe mit Wollgras und Torfmoos sowie Gagel- und Weidengebüsch vor, während auf den trockenen Dünen Gehölze zu finden sind.